# 森可春
森 可春（もり よしはる）は、安土桃山時代から江戸時代初期にかけての武将。美作津山藩家老。

## 生涯
文禄3年（1594年）に豊臣秀吉傘下の黄母衣衆の一人、森可政の四男として誕生する。
慶長17年（1612年）に父可政が美作津山藩主森忠政に仕える事になった際に弟の正次、正信と3人で同行。この時、可春が可政の息子の中で唯一、父とは別に所領を与えられ、3000石を賜っている。慶長20年（1615年）の大坂夏の陣に忠政と共に参加。可春はこの戦が初陣であったが大坂方の布施屋飛騨守を討つなど大いに奮戦し、それらの功から戦後500石を加増され3500石。元和9年（1626年）に父可政が死亡すると遺領の内3500石を相続して7000石を領する家老となった。
寛永3年（1626年）の森忠広（忠政三男）と徳川秀忠養女、亀鶴姫の婚姻の際には「貝桶渡し」の儀において徳川家からの貝桶の受け取り役を務めている。寛永11年（1634年）に忠政が亡くなり森長継に家督が相続された時には家督相続の御礼言上のために、森家家老・関成次、森正信、大塚三俊、各務正利らとともに二条城で将軍徳川家光に拝謁した。
寛永15年（1638年）4月に島原の乱を呼んだ失政により改易となった松倉勝家が津山藩預りになる時には引渡しに津山入りした小笠原忠真の引率役を務め、正保2年（1645年）に松平直政が津山に立ち寄った際に接待をするなど家老として対外の饗応役としての働きが窺える。
慶安4年8月9日（1651年9月23日）に体の痛みを訴えるとそのまま死亡した。享年58。可春には越後守（諱は不明）という1人息子が居たが寛永7年（1630年）に17歳で早世したため、甥にあたる森三信（森可澄の次男）を養子として迎えて後継者としている。

## 参考資料
- 東京大学史料編纂所「森可政系図伝」98頁～100頁